# Gnathotrupes
Gnathotrupes är ett släkte av skalbaggar. Gnathotrupes ingår i familjen vivlar.

## Dottertaxa tillGnathotrupes, i alfabetisk ordning[1]
- Gnathotrupes barbifer
- Gnathotrupes bituberculatus
- Gnathotrupes bolivianus
- Gnathotrupes caliculus
- Gnathotrupes castaneus
- Gnathotrupes ciliatus
- Gnathotrupes cirratus
- Gnathotrupes colaphus
- Gnathotrupes consobrinus
- Gnathotrupes constrictus
- Gnathotrupes corthyloides
- Gnathotrupes crecentus
- Gnathotrupes dilutus
- Gnathotrupes electus
- Gnathotrupes fimbriatus
- Gnathotrupes frontalis
- Gnathotrupes herbertfranzi
- Gnathotrupes impressus
- Gnathotrupes longicollis
- Gnathotrupes longipennis
- Gnathotrupes longiusculus
- Gnathotrupes nanulus
- Gnathotrupes nanus
- Gnathotrupes naumanni
- Gnathotrupes nectandrae
- Gnathotrupes nothofagi
- Gnathotrupes obnixus
- Gnathotrupes pauciconcavus
- Gnathotrupes pauciconvacus
- Gnathotrupes pustulatus
- Gnathotrupes quadrituberculatus
- Gnathotrupes sextuberculatus
- Gnathotrupes similis
- Gnathotrupes solidus
- Gnathotrupes springer
- Gnathotrupes terebratus
- Gnathotrupes vafer
- Gnathotrupes velatus